# Tertullianus

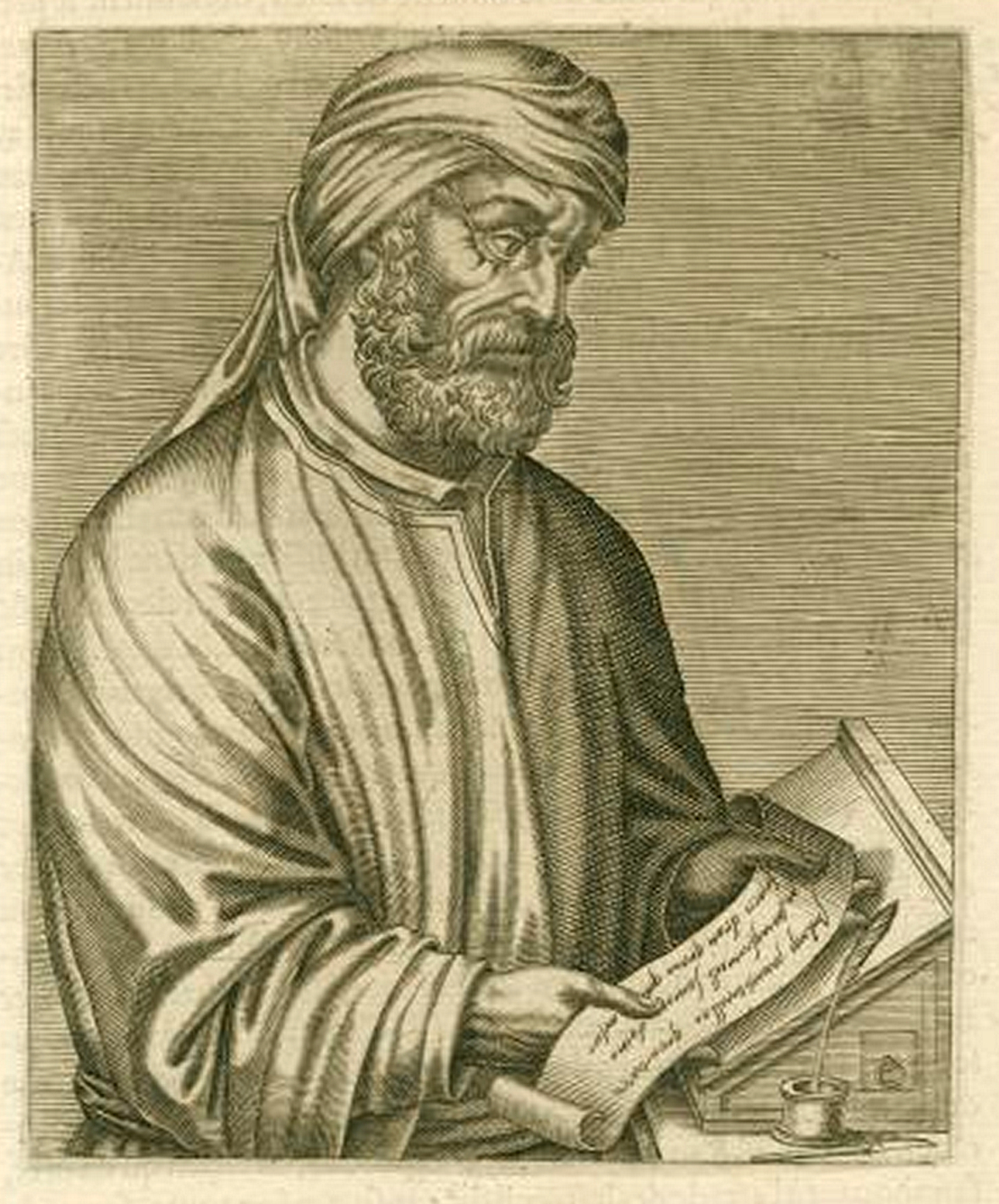
Tertullian

Tertullianus, tên đầy đủ Quintus Septimius Florens Tertullianus, k. 155 – k. 240 CN, là một tác giả Kitô giáo sơ khai từ thành Carthago của tỉnh Africa thuộc La Mã. Có nguồn gốc Berber, ông là tác giả đầu tiên đã viết một số lượng lớn các tác phẩm Kitô giáo bằng tiếng Latinh. Ông cũng là một nhà hộ giáo và một nhà phản biện chống lại dị giáo, trong đó có thuyết ngộ đạo. Tertullian được gọi là "cha của Kitô giáo Latinh" và "người sáng lập thần học Tây phương".